# Calamonte
Calamonte je španělské město situované v provincii Badajoz (autonomní společenství Extremadura).

## Poloha
Obec je vzdálena 4 km od Méridy a 61 km od města Badajoz. Patří do okresu Tierra de Mérida - Vegas Bajas a soudního okresu Mérida.

## Historie
V roce 1834 se obec stává součástí soudního okresu Mérida. V roce 1842 čítala obec 330 usedlostí a 1110 obyvatel.

## Odkazy

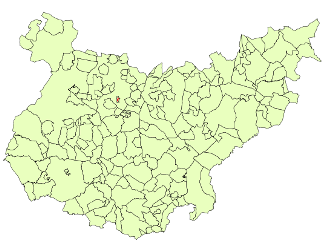
Poloha obce v provincii Badajoz

## Demografie
| Populace obce Calamonte z let (1842–2010) | Populace obce Calamonte z let (1842–2010) | Populace obce Calamonte z let (1842–2010) | Populace obce Calamonte z let (1842–2010) | Populace obce Calamonte z let (1842–2010) | Populace obce Calamonte z let (1842–2010) | Populace obce Calamonte z let (1842–2010) | Populace obce Calamonte z let (1842–2010) | Populace obce Calamonte z let (1842–2010) | Populace obce Calamonte z let (1842–2010) | Populace obce Calamonte z let (1842–2010) | Populace obce Calamonte z let (1842–2010) | Populace obce Calamonte z let (1842–2010) | Populace obce Calamonte z let (1842–2010) | Populace obce Calamonte z let (1842–2010) | Populace obce Calamonte z let (1842–2010) | Populace obce Calamonte z let (1842–2010) | Populace obce Calamonte z let (1842–2010) |
| ----------------------------------------- | ----------------------------------------- | ----------------------------------------- | ----------------------------------------- | ----------------------------------------- | ----------------------------------------- | ----------------------------------------- | ----------------------------------------- | ----------------------------------------- | ----------------------------------------- | ----------------------------------------- | ----------------------------------------- | ----------------------------------------- | ----------------------------------------- | ----------------------------------------- | ----------------------------------------- | ----------------------------------------- | ----------------------------------------- |
| 1842                                      | 1857                                      | 1860                                      | 1877                                      | 1887                                      | 1897                                      | 1900                                      | 1910                                      | 1920                                      | 1930                                      | 1940                                      | 1950                                      | 1960                                      | 1970                                      | 1981                                      | 1991                                      | 2001                                      | 2010                                      |
| 1 110                                     | 1 629                                     | 1 577                                     | 2 286                                     | 2 298                                     | 2 492                                     | 2 525                                     | 2 859                                     | 3 093                                     | 3 474                                     | 3 891                                     | 4 064                                     | 4 500                                     | 4 518                                     | 4 957                                     | 5 530                                     | 6 126                                     | 6 284                                     |